# Mélacacinidine
La mélacacinidine est une anthocyanidine.
Les promélacacinidines sont un type de tanins condensés. Les tanins condensés sont des polymères de flavanols et les promélacacinidines sont notamment composées d'unités de mesquitol. Le nom provient du fait que ces tanins produisent de la mélacacinidine, lors de leur hydrolyse en milieu acide.